# Dejan Milojević
Dejan Milojević (cyr. Дејан Милојевић; ur. 15 kwietnia 1977 w Belgradzie, zm. 17 stycznia 2024 w Salt Lake City) – serbski koszykarz, reprezentant Jugosławii oraz Serbii i Czarnogóry, grający na pozycji silnego skrzydłowego, mistrz Europy z 2001, po zakończeniu kariery zawodniczej – trener koszykarski, obecnie asystent trenera Golden State Warriors.
13 sierpnia 2021 objął stanowisko asystenta trenera Golden State Warriors.

## Osiągnięcia
Na podstawie, o ile nie zaznaczono inaczej.
Drużynowe
- Mistrz:
  - Jugosławii (2001 - liga YUBA)
  - Serbii i Czarnogóry (2005, 2006 - liga YUBA)
- Wicemistrz:
  - ligi adriatyckiej (2005, 2006)
  - Serbii i Czarnogóry (2002)
- 4. miejsce podczas mistrzostw Turcji (2009)
- Zdobywca pucharu Jugosławii (2001)
- Finalista pucharu:
  - Jugosławii (1999)
  - pucharu Serbii i Czarnogóry (2002, 2005)
- Uczestnik rozgrywek EuroChallenge (2008/2009)

Indywidualne
- MVP:
  - ligi:
    - adriatyckiej (2004–2006)
    - Serbii i Czarnogóry (2004, 2006)
    - finałów ligi Serbii i Czarnogóry (2005, 2006)

  - miesiąca ACB (październik 2006)
  - kolejki ACB (1,4 - 2006/2007)
- Lider:
  - strzelców ligi adriatyckiej (2005, 2006)
  - w zbiórkach:
    - ligi adriatyckiej (2004, 2005)
    - Euroligi (2006)
- Uczestnik meczu gwiazd ligi jugosłowiańskiej (1999–2001)

Reprezentacja
- Mistrz Europy:
  - 2001
  - U–22 (1998)
- Uczestnik mistrzostw Europy (2001, 2005 – 9. miejsce)

Trenerskie
- Wicemistrzostwo ligi adriatyckiej (2016)
- Puchar Serbii (2016)
- 2. miejsce w pucharze Serbii (2014, 2015)